# Textilmuseum Mindelheim

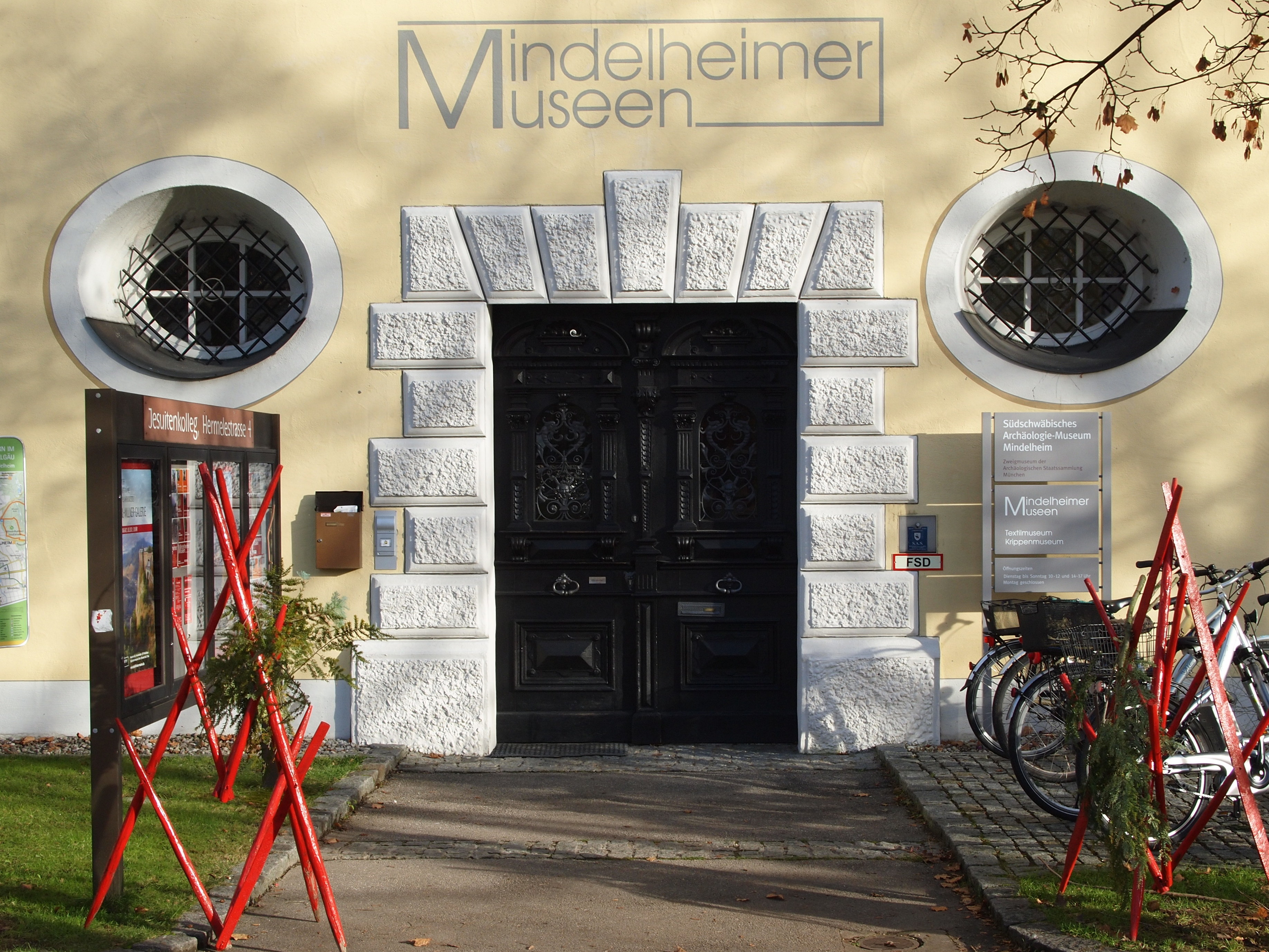
Eingangsbereich des Museums

Das Textilmuseum Mindelheim befindet sich im ehemaligen Jesuitenkolleg in Mindelheim.

## Geschichte
Das Textilmuseum geht auf eine Stiftung von 1984 von Hilda Sandtner (1919–2006), einer 1984 emeritierten Professorin der Augsburger Universität, zurück, die ihre beträchtliche Privatsammlung von Textilien und Kunstgegenständen aller Art der Stadt Mindelheim übereignet hat. 1986 wurde das von Sandtner als Textilmuseum für aktuelle Museumspädagogik begründete Textilmuseum im zweiten Stock des ehemaligen Jesuitenkollegs eröffnet und steht zusammen mit dem Schwäbischen Krippenmuseum und dem Südschwäbischen Archäologiemuseum unter der gemeinsamen Trägerschaft der Stadt Mindelheim, des Landkreises Unterallgäu und des Bezirks Schwabens.

## Sammlungsbestand und Präsentation
Das Museum beherbergt eine der größten öffentlich zugänglichen Sammlungen von Paramenten und anderen kirchlichen textilen Schätzen, Kleidern und Roben sowie Spitzen und Fächer.
Der Sammlungsbestand wird in drei Abteilungen präsentiert:
Die Abteilung „Kleider machen Leute“ zeigt die Entwicklung der Mode, angefangen im 18. Jahrhundert bis zum Ende des 20. Jahrhunderts. Gezeigt werden Kleider, Herrenanzüge, Kinderkleider und wertvolle Roben sowie Accessoires der jeweiligen Zeit. In einer langen Reihe stehen Kostümfigurinen mit ausladenden Roben aus kostbaren Stoffen. An der gegenüberliegenden Wand hängen Porträts, die Menschen aus der jeweiligen Epoche zeigen. Diese Porträts ermöglichen es, einen Blick auf das jeweilige Modeverständnis der Zeit zu werfen. Daran anschließend befindet sich in einem Kabinett eine umfangreiche Spitzen- und Fächersammlung. Rund 260 Objekte sind in diesem Raum zu sehen: So etwa Klöppelspitzen, Tüll- und Nadelspitzen, Spitzen an Kleidern und Schals sowie zahlreiche Fächer. Letztere waren im 17. und 18. Jahrhundert ein wichtiges Modeaccessoire.
Die Abteilung „Wohnkultur von 1850 bis 1920“ zeigt Textilien aus der Gründerzeit. In sechs Wohnräumen sind Einrichtungen mit originalen Möbeln, mit textilen und anderen Accessoires üppig inszeniert, um die meist verloren gegangenen Raumkunstwerke jener Zeit nachzuempfinden. Die Schwerpunkte liegen auf Stickereien aller Art. Darunter sind Handarbeiten von Frauen der oberen sozialen Schichten ebenso, wie Arbeiten von berufsmäßigen Stickerinnen.
Die dritte Abteilung „Der Glanz kostbarer Paramente“ zeigt den umfangreichen Bestand kirchlicher Prachtgewänder. Das älteste Textil stammt aus dem 15. Jahrhundert, das jüngste von Ende des 20. Jahrhunderts. Diese Abteilung soll den Gebrauch und die Bedeutung der Textilien, die für gottesdienstliche Zwecke der katholischen Kirche eingesetzt wurden, vor Augen führen. Zu sehen sind Messgewänder, Dalmatiken, kostbare Stoffe mit Gold- und Silberfäden aus verschiedenen Regionen. Eine Altarinszenierung, deren Objekte teils vom Dreikönigsaltars der vorbarocken Pfarrkirche St. Stephan stammen, veranschaulicht den Gebrauch der liturgischen Textilien und Gewänder.